# Poço Dantas
Poço Dantas är en kommun i Brasilien.   Den ligger i delstaten Paraíba, i den östra delen av landet, 1 500 km nordost om huvudstaden Brasília. Antalet invånare är 3 752.
Omgivningarna runt Poço Dantas är huvudsakligen savann. Runt Poço Dantas är det ganska glesbefolkat, med 43 invånare per kvadratkilometer.